# 박광일
박광일(한국 한자: 朴光一, 1991년 2월 10일 ~ )은 대한민국의 축구 선수이며 포지션은 풀백이다. 현재 K리그2 성남 FC에서 활약하고 있다.

## 클럽 경력
연세대학교 축구부를 거쳐 2013년 일본의 마쓰모토 야마가에 입단하였다. 2013 시즌 개막 직후부터 주전 자리를 꿰찼으나 시즌 중후반기가 지나며 주전 경쟁에서 밀려났다. 2014년 8월 인도 슈퍼리그의 푸네 시티로 임대 이적하였다. 2014 시즌엔 미토 홀리호크로 임대 이적하였지만 부상으로 인해 리그 2경기 출전에 그쳤다.
2016년 에히메 FC로 이적하였다.
2019시즌을 앞두고 경남 FC에 입단했다.
2020시즌을 앞두고 공익 근무를 위해 진주시민축구단으로 임대되었다.
2023년 3월 23일 김포 FC로 이적했다.